# Karl Blank
Karl Ivanovič Blank (in russo Карл Иванович Бланк?; San Pietroburgo, 1728 – Mosca, 26 ottobre 1793) è stato un architetto russo.

## Biografia
Di lontane origini francesi, fu uno degli ultimi architetti barocchi ed il primo realizzatore di edifici neoclassici a Mosca.

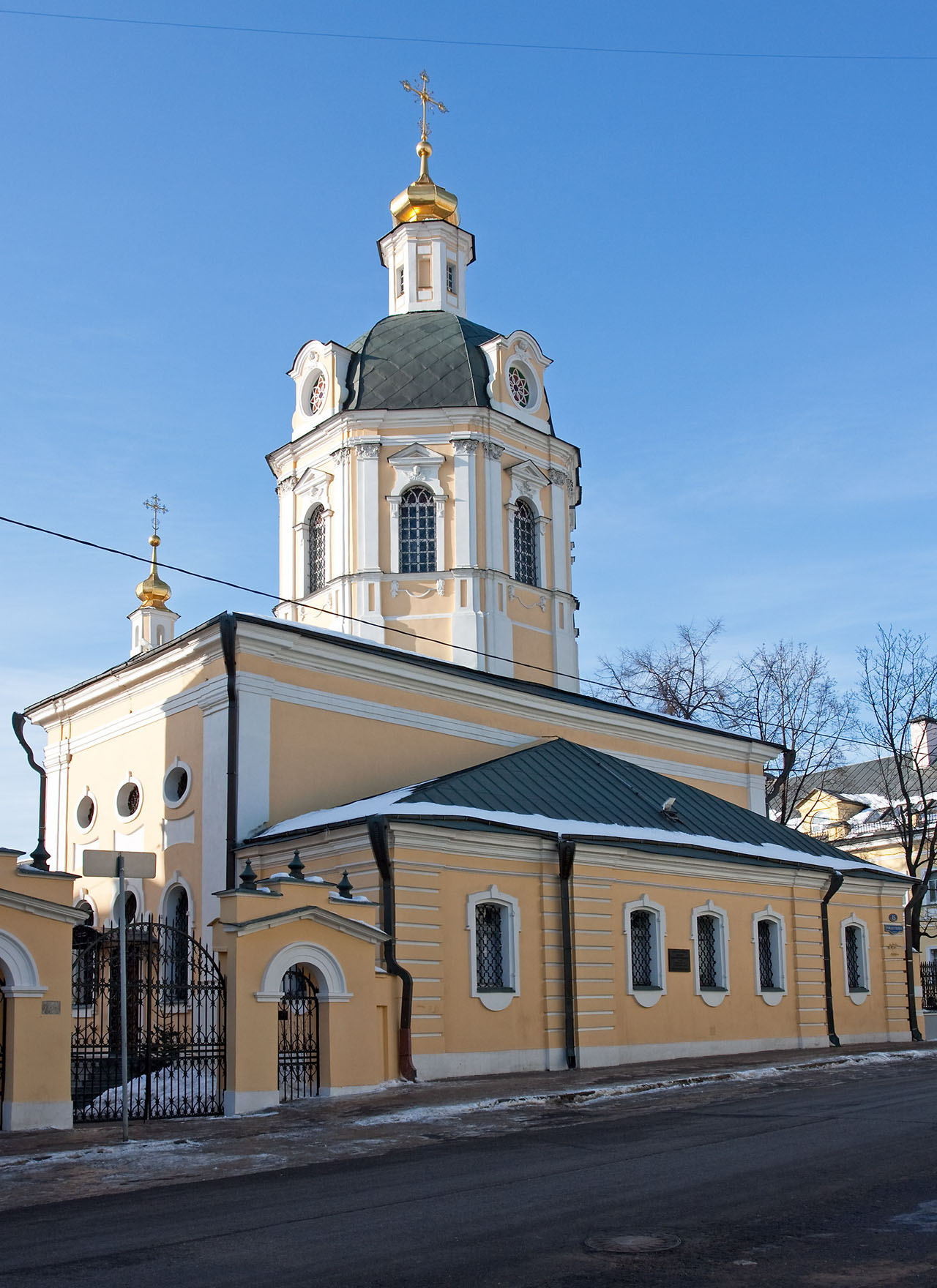
Chiesa di San Nicola (1760-1781), via della Natività (Mosca).
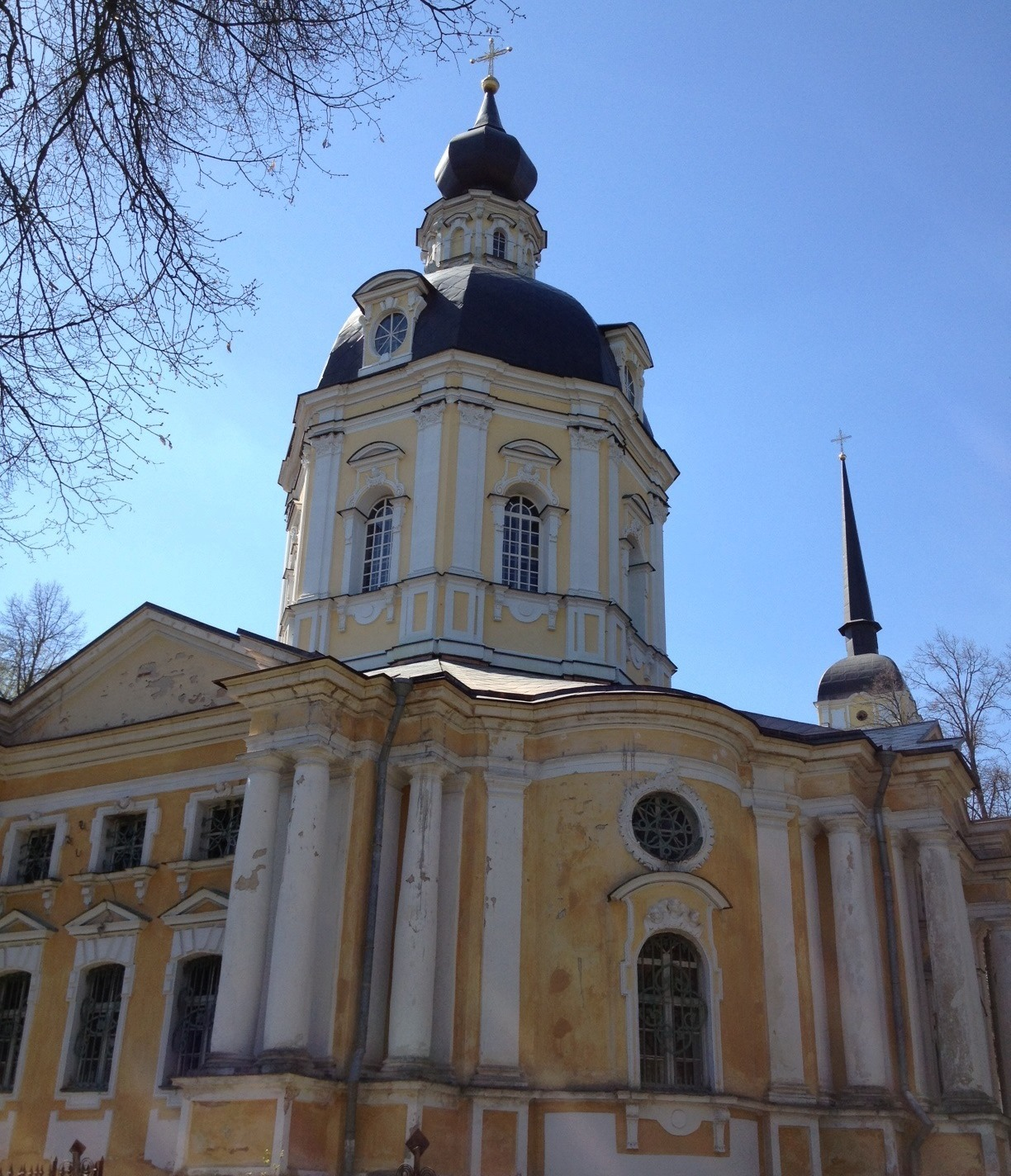
Chiesa del Salvatore (Voronovo).
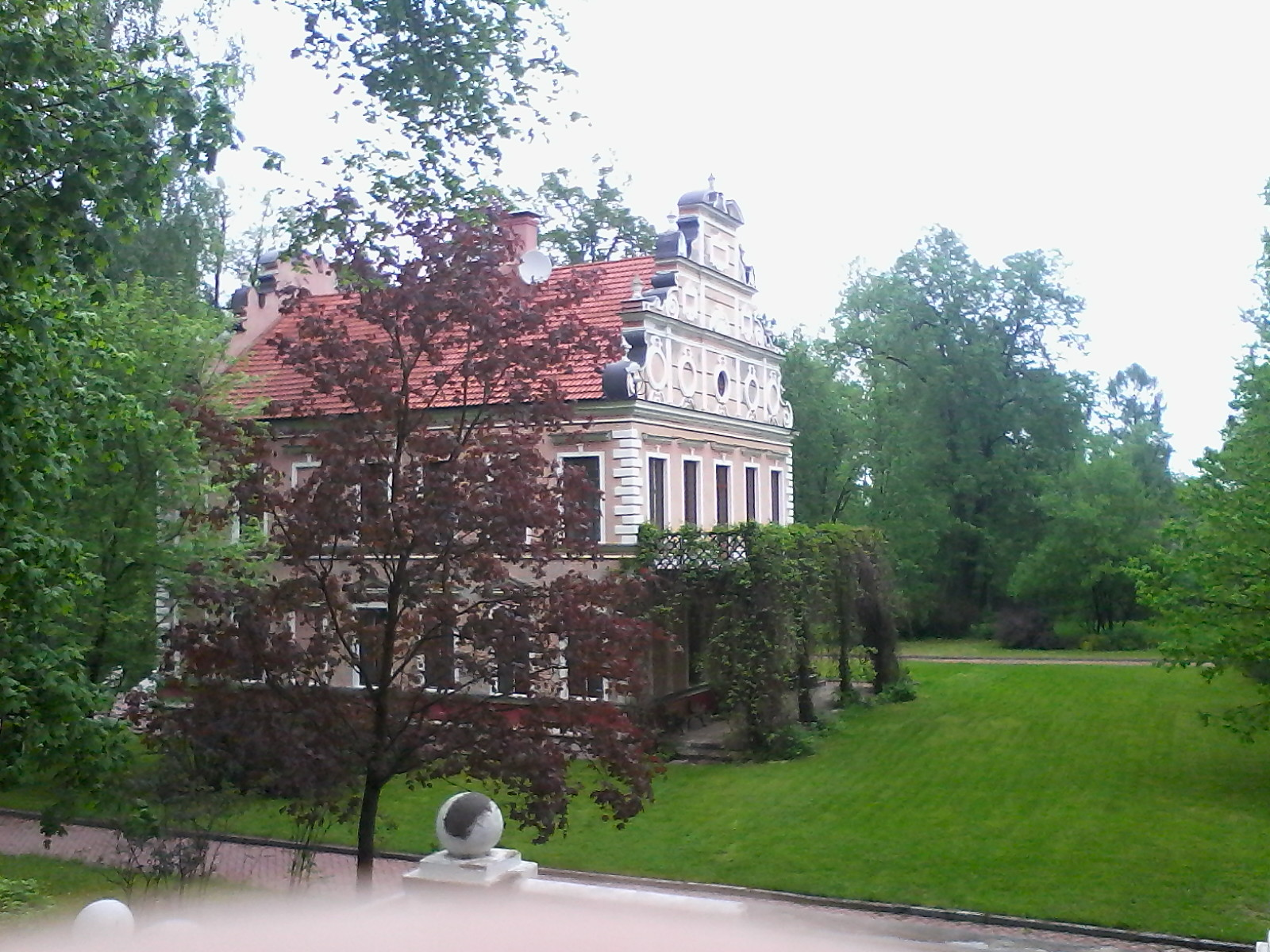
La piccola casa olandese di Voronovo.
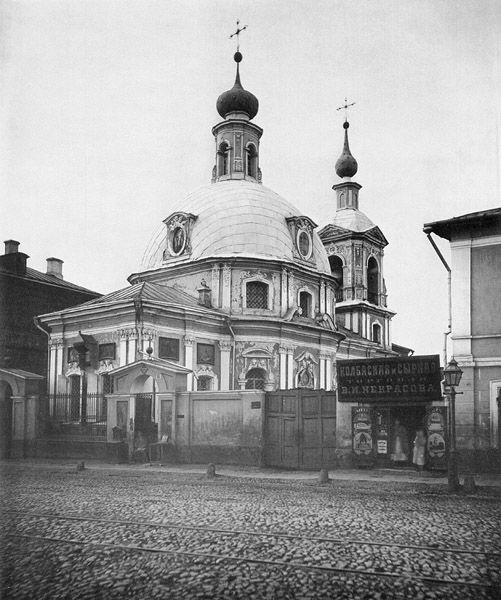
Chiesa di S. Ciro e S. Giovanni (1764–1768, distrutta nel 1933), via della Solianka (Mosca).
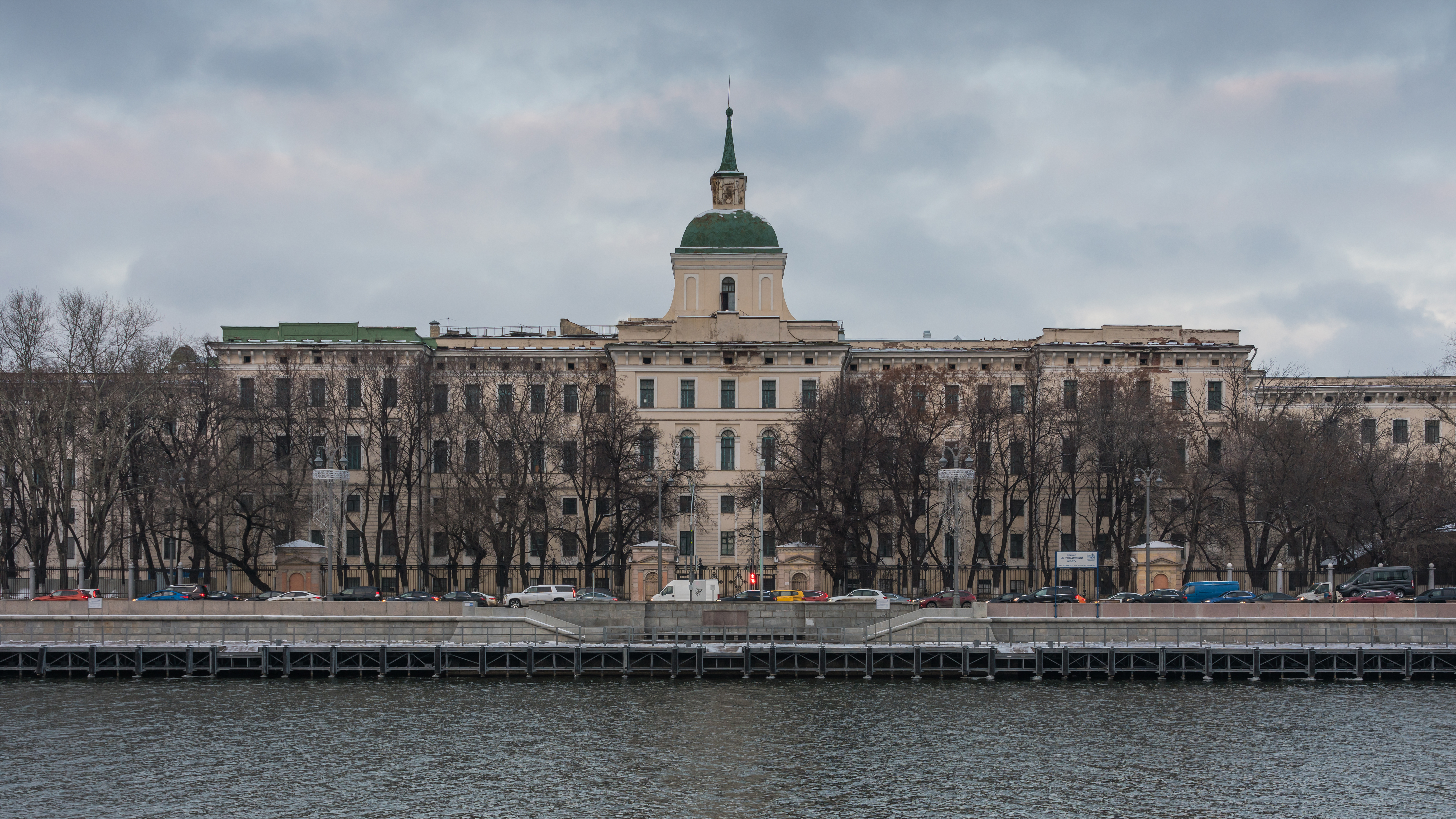
Orfanotrofio imperiale di Mosca (1764-1781)
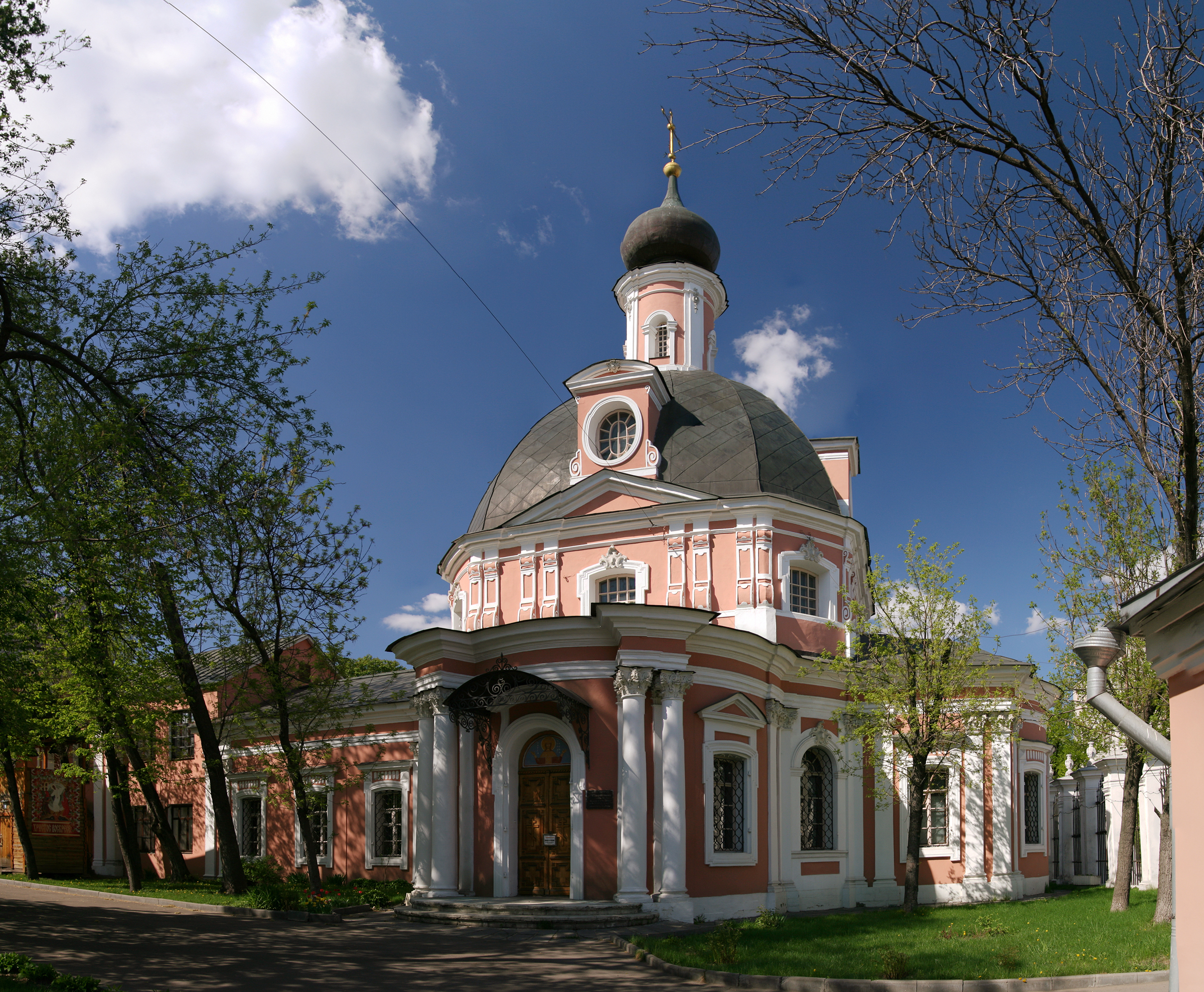
Chiesa S. Catarina (1766-1775), via Bolschaja Ordynka (Mosca).
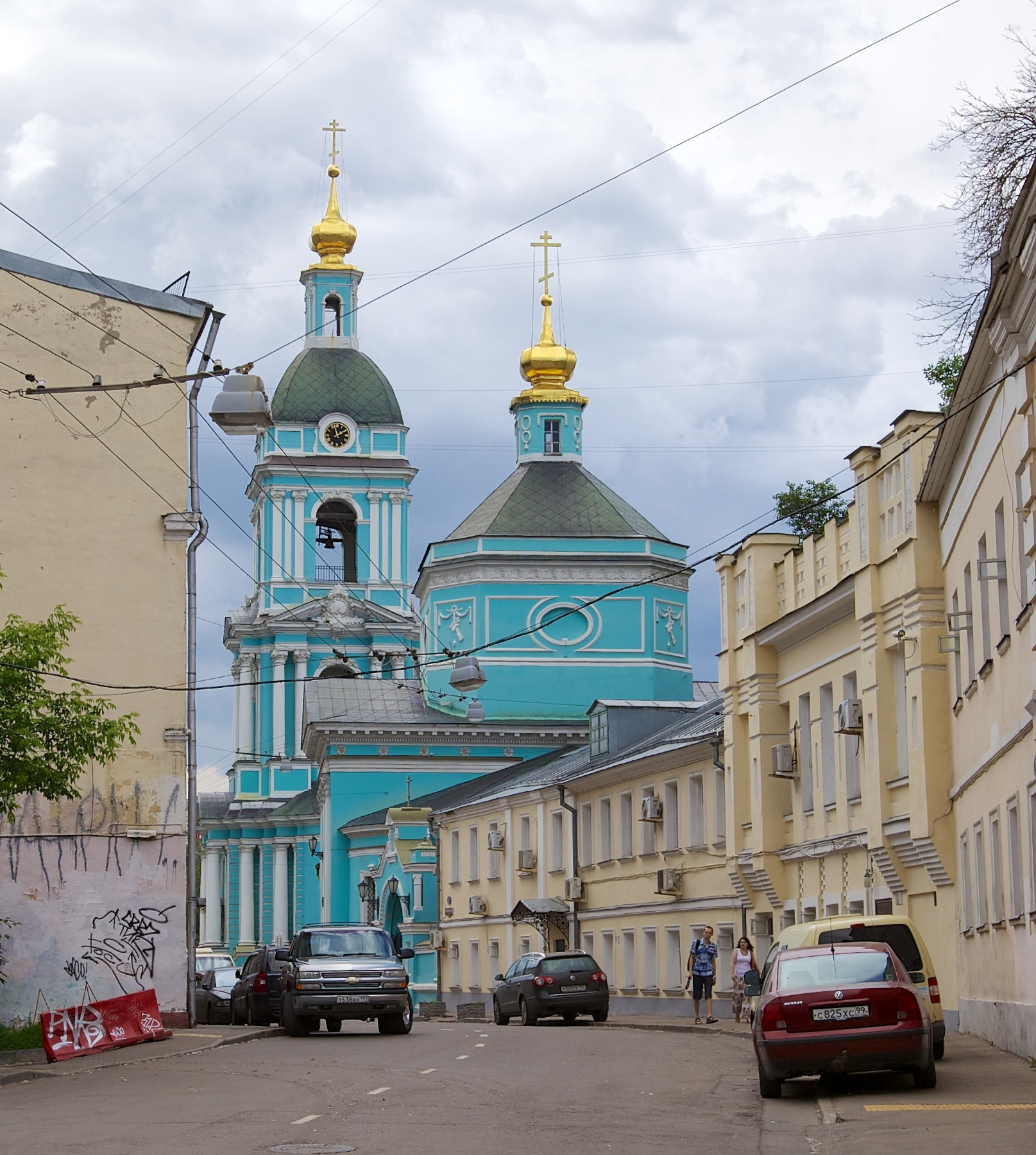
Chiesa della Santissima Trinità (1781), vicolo Serebrjanitscheski (Mosca)
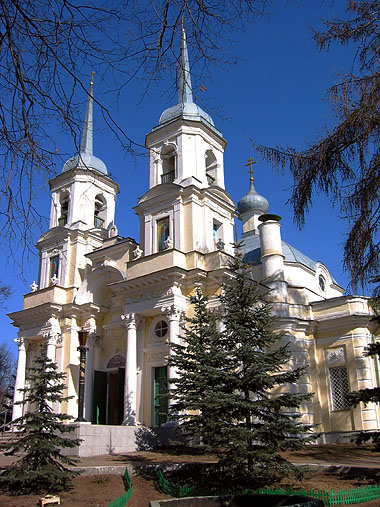
Chiesa della Santissima Trinità (Balaschicha).
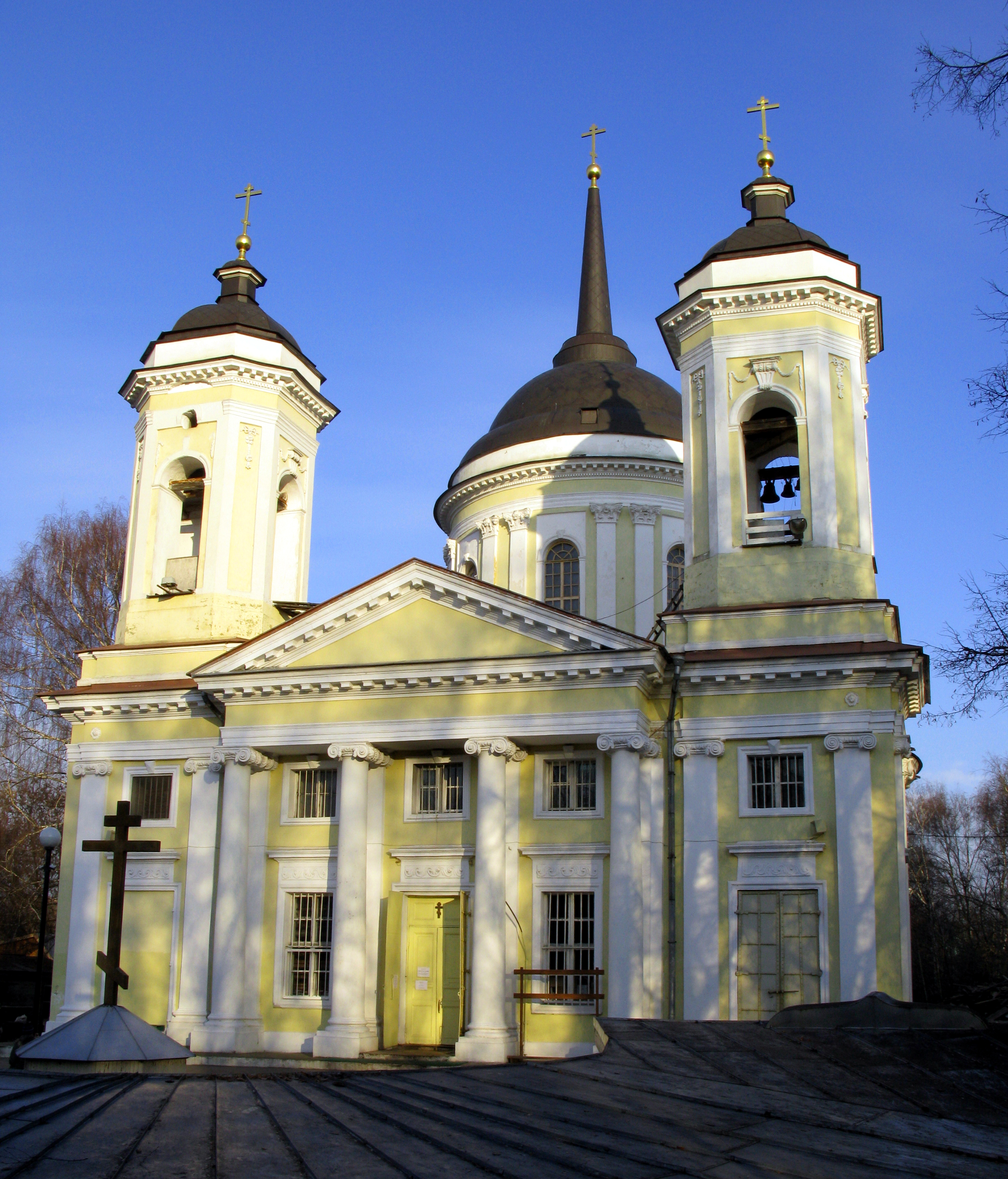
Chiesa della Trasfigurazione del Signore (1777-1783, con Vasilij Ivanovič Baženov (Balaschicha).